# Gerlind Ahnert
Gerlind Ahnert (* 26. April 1934 in Chemnitz; † 12. September 2007 in Rosenheim) war eine deutsche Moderatorin, Schauspielerin und Synchronsprecherin.

## Leben
Gerlind Ahnert wurde als Tochter eines Kunsthändlerpaares in Chemnitz geboren. Sie wurde mehrsprachig erzogen (russisch, englisch) und gehörte bereits im Alter von drei Jahren dem Kinderballett des Chemnitzer Opernhauses an. Auf Wunsch der Eltern absolvierte Ahnert zunächst eine Ausbildung zur Chemiefacharbeiterin, ehe sie mit 17 Jahren Schauspielunterricht in Leipzig nahm.
Während ihres Studiums arbeitete Gerlind Ahnert als Radiomoderatorin im Funk-Studio Dresden, wo Heinz Adameck, der damalige Intendant des DFF, sie entdeckte. Ihre Fernsehkarriere startete sie 1958 zunächst als Ansagerin und Moderatorin, später auch als Darstellerin für DEFA und DFF. Ihre erste Hauptrolle bekam sie bereits 1959 im DEFA-Spielfilm Ehesache Lorenz, weitere Filmproduktionen wie Reportage 57 (1959), Seilergasse 8 (1960) und Die Liebe und der Co-Pilot (1961) folgten.
Der Beruf als Programmansagerin brachte für Ahnert eine Menge an Privilegien mit sich; so durfte sie 1963 für zwei Monate eine Auslandsreise nach Ägypten antreten und 1965 – auf Wunsch Fidel Castros – nach Kuba reisen, um im kubanischen Fernsehen die Programmansage zu etablieren. Sie gilt heute als die erste Programmansagerin Kubas.
Im Jahr 1983 ging sie nach 25 Jahren Fernsehtätigkeit krankheitsbedingt in den Vorruhestand. Ende der 1980er-Jahre kehrte sie von einer Reise nach Hamburg, wo bereits ihre Eltern und die älteste Tochter lebten, nicht mehr zurück. Ihr dritter Ehemann, der Kameraassistent Detlev Hertelt folgte ihr kurze Zeit später. Seitdem arbeitete Ahnert in Hamburg als Schauspielerin, Synchronsprecherin und Moderatorin des ARD-Nachtkonzerts im Hörfunk.
In erster Ehe war sie mit dem Drehbuchautor Wolfgang Böttner, in zweiter Ehe mit dem Regisseur Wolfgang Luderer und in dritter Ehe mit Detlev Hertelt verheiratet.
Gerlind Ahnert verstarb am 12. September 2007 in Rosenheim.

## Filmografie (Auswahl)
- 1959: Ehesache Lorenz
- 1959: Reportage 57
- 1959: Ware für Katalonien
- 1960: Seilergasse 8
- 1961: Drei Kapitel Glück
- 1961: Die Liebe und der Co-Pilot
- 1962: Das verhexte Fischerdorf
- 1966: Pitaval des Kaiserreiches: Der Prozeß gegen die Gräfin Kwilecki (Fernsehreihe)
- 1967: Kater Lampe
- 1967: Meine Freundin Sybille
- 1968: Alchimisten
- 1972: Der neue Chef
- 1987: Die Oma ist tot
- 1991: Großstadtrevier: Prinz von Theben
- 1998: Gisbert (Fernsehserie)